# Nourriture et sexualité

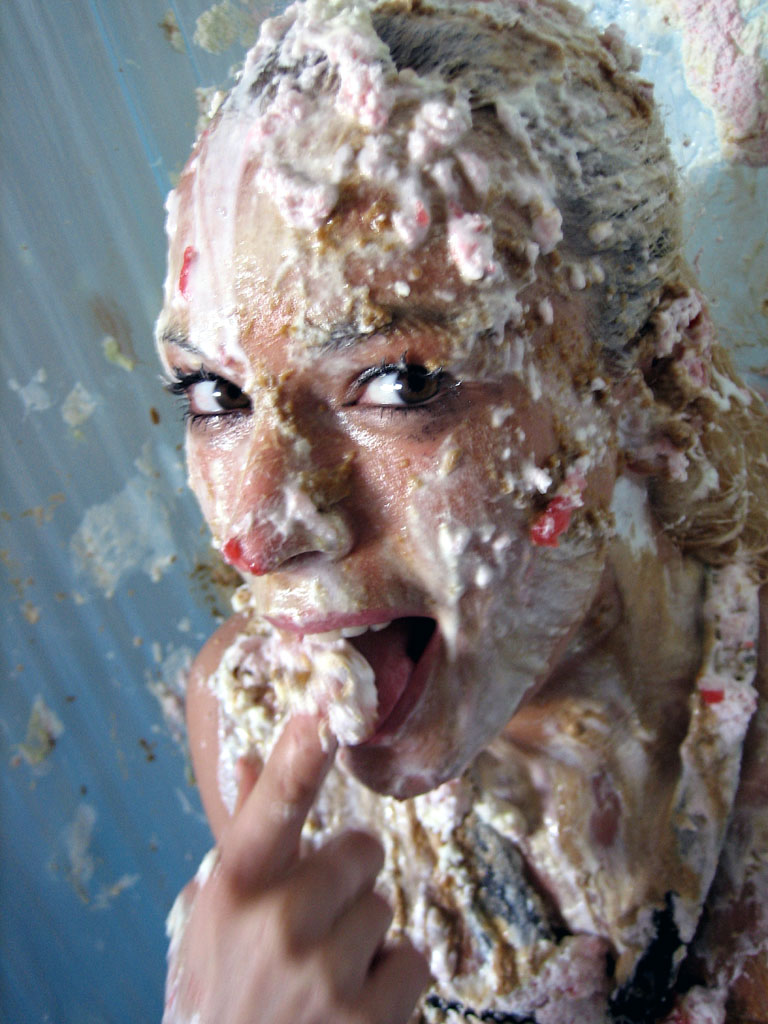
Exemple de jeu fétichiste avec la nourriture.

La nourriture et la sexualité ont été associées de différentes manières à travers l'histoire. Les nourritures telles que le chocolat et les huîtres se disent être aphrodisiaques,. Dans certaines cultures, les testicules d'animaux et autres icônes sont consommées pour améliorer le potentiel sexuel. Les nourritures, telles que la pomme (dans la Bible considérée comme « fruit défendu ») ou la cerise, sont un symbolisme car elles sont liées à la virginité. La nourriture est également utilisée en guise de terme dans la poésie et la terminologie du jargon sexuel. Certaines nourritures sont considérées comme sensuelles de par leur forme, leur texture et leur goût. La crème fouettée, le chocolat fondu, les fraises et le beurre de cacahuète sont souvent utilisés pour des titillations intimes. La relation entre la nourriture et le sexe a également été explorées dans le domaine du cinéma.

## Art et littérature

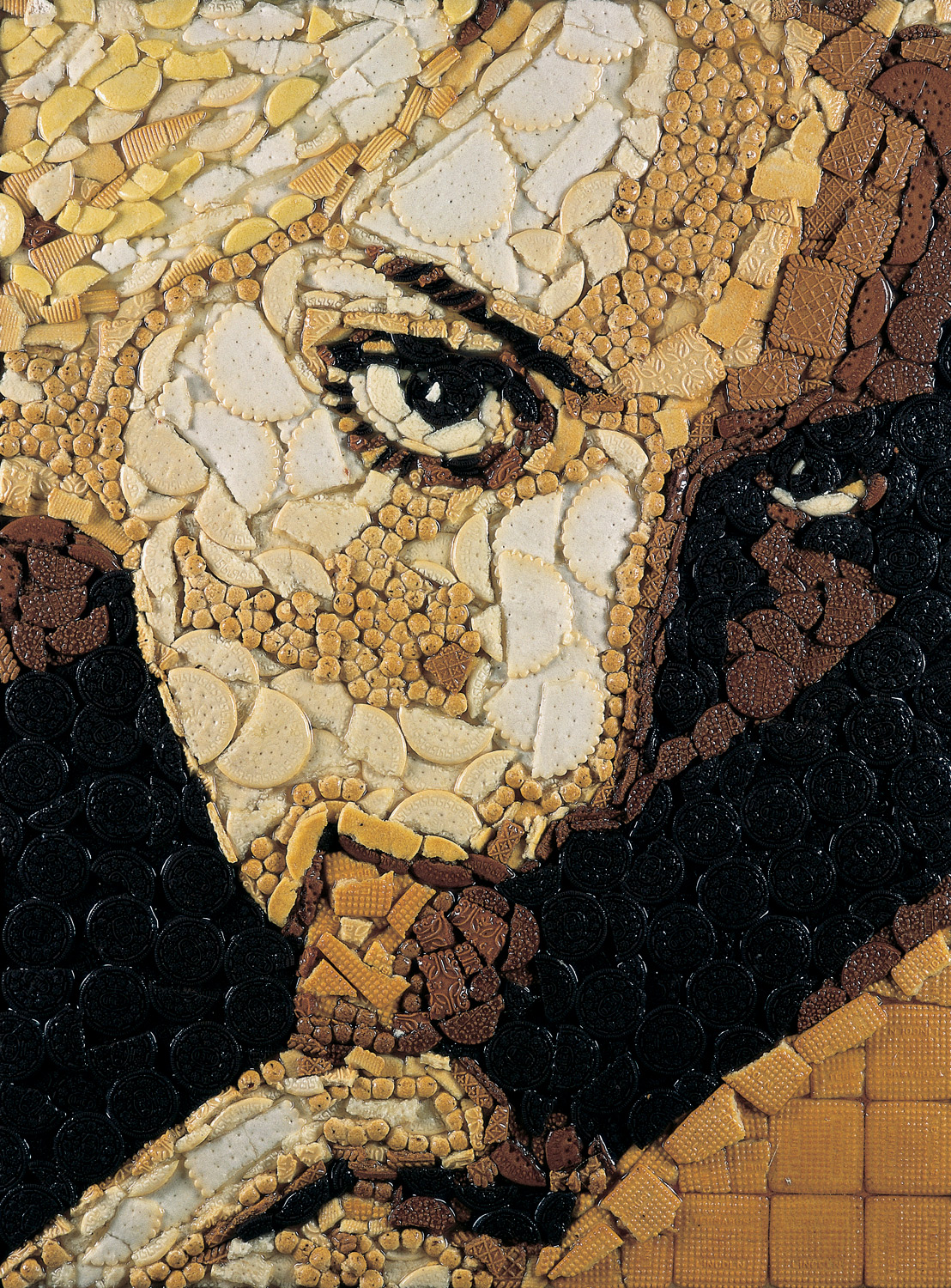
Des biscuit et cookie qui représentent une femme en train de faire une fellation

La connexion entre la nourriture et la sexualité a été explorée dans des arts variées. Une exposition artistique de 1998, Reflect, une exposition des projets de Monali Meher a exploré les connexions et les thèmes incluant voyeurisme, stéréotypes, consumérisme, liberté et publicité.

## Exemples dans les médias
Les films Tampopo, 9 semaines 1/2, Le chocolat, Like Water for Chocolate, Salé, sucré, et Le Festin de Babette sont parmi ces relations explorées. Tom Jones contient une scène notable.
Les paroles de la chanson française Les Sucettes relatent un double sens des sucettes en tant que métaphore sexuelle. La couverture de l'album d'Herb Alpert & the Tijuana Brass datant de 1965 et intitulé Whipped Cream and Other Delights expose une femme recouverte de crème fouettée. 

## Symbolisme
Certaines nourritures sont symboliques ou agissent en tant que métaphores de certaines parties du corps lors de relations sexuelles. Ces exemples communs incluent les bananes, les carottes et les concombres en tant que symbole phallique. Les melons ont une utilisation similaire et sont souvent utilisés en guise de référence pour les seins, comme dans le film Austin Powers.